# Casamento tailandês

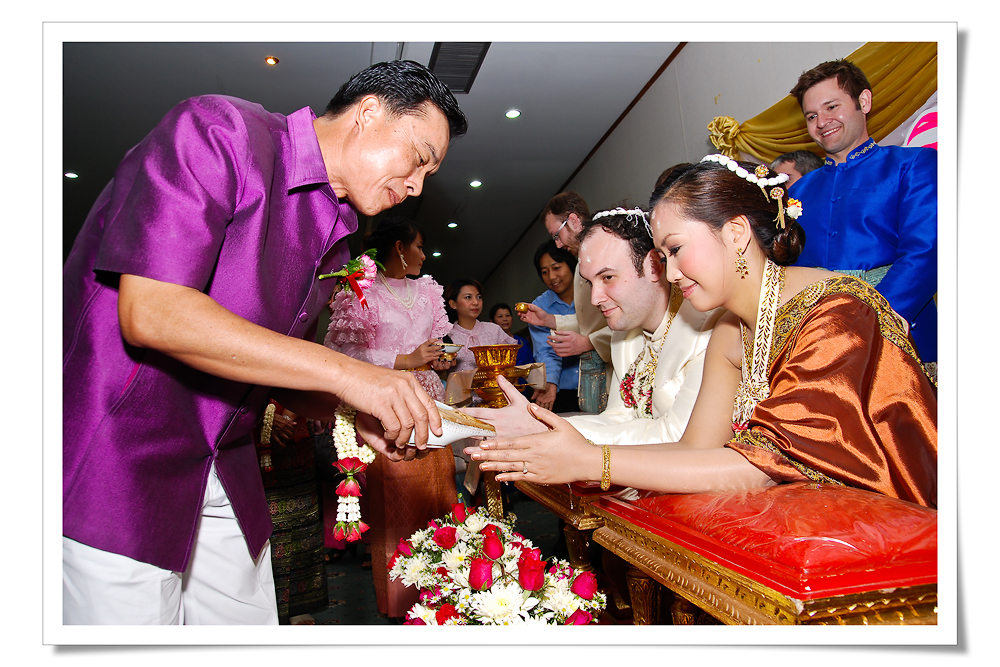
Um casamento tradicional na Tailândia.

O casamento tailandês consiste em duas partes: a legal e a cerimonial. Elas são realizadas separadamente. Não há nenhuma exigência de documentação do governo para se fazer uma cerimônia religiosa, algo que é muito comum no povo tailandês, além de ser considerado por muitos como o “verdadeiro casamento”. Normalmente, os casamentos na Tailândia são budistas. Casamentos arranjados ainda são comuns, mas atualmente são raros.
A parte legal é realizada em um escritório do distrito local, onde o casamento é registrado. Não é um casamento fiduciária, mas um casamento contratual. A certidão de casamento sempre é no idioma tailandês.
Dois tipos de presentes e que são considerados requisitos cultuais são dados ao futuro marido: Khong mun e Sin sod. Khong mun é um presente de jóias de ouro que é dado quando o casamento é anunciado(ou mais tarde, antes da cerimônia de casamento). Sin sod é um preço-muitas vezes descrito pela noiva com menos precisão como o dote- que é dado à futura esposa e é dado na cerimônia de casamento na frente de todos os presentes.
Os casamentos tradicionais tailandeses ainda incluem bênçãos e orações de monges budistas tailandeses, músicas e lanternas de papel de arroz com velas acesas dentro delas(chamadas de kongming), que podem ser liberados no ar. 